# Domizilgesellschaft
Unter einer Domizilgesellschaft versteht man im Steuerrecht eine Gesellschaft, die ihren satzungsmäßigen (auch: statutarischen) Sitz im Ausland hat und sich nicht eigenwirtschaftlich betätigt. Der Begriff der Domizilgesellschaft ist gesetzlich nicht definiert.

## Situation in Deutschland
Die steuerliche Behandlung von Domizilgesellschaften unterscheidet sich danach, ob es um Ertragsteuer oder Umsatzsteuer geht.
Ertragsteuerrechtlich gilt: Ein in Deutschland Steuerpflichtiger muss, um Zahlungen an eine Domizilgesellschaft als Betriebsausgaben absetzen zu können gemäß § 160 Abgabenordnung (AO) den hinter ihr stehenden Empfänger benennen (sog. Empfängerbenennung). Dazu urteilte der Bundesfinanzhof: „Leistet ein Steuerpflichtiger Zahlungen an eine in Liechtenstein ansässige Domizilgesellschaft für Leistungen, die diese mangels eigenen fach- und branchenkundigen Personals nicht selbst erbringen kann, so ist Empfänger i. S. des § 160 AO nicht die Domizilgesellschaft, sondern derjenige, an den diese die Gelder weitergeleitet hat.“ 
Als Umsatzsteuersubjekt wird aber auch eine Domizilgesellschaft anerkannt, wenn sie in Deutschland Lieferungen und Leistungen erbracht hat oder in eine Leistungskette zwischen deutschem Leistungserbringer und deutschem Leistungsempfänger zwischengeschaltet wurde. 

## Situation in Liechtenstein
Im Fürstentum Liechtenstein unterscheidet das Personen- und Gesellschaftsrecht (PGR) „zwischen zwei Arten von Gesellschaften liechtensteinischen Rechts, und zwar liechtensteinischen Gesellschaften, die keine Geschäftstätigkeit in Liechtenstein ausüben (Sitzgesellschaften), und solchen, die in Liechtenstein tätig sind (aktive Gesellschaften)“. Im PGR sind verschiedene Erleichterungen für Unternehmen normiert, welche „kein nach kaufmännischer Art geführtes Gewerbe betreiben“.
Mit dem neuen Steuergesetz (SteG), 2010, wurde der Begriff „Sitzgesellschaft“ bewusst vermieden. Juristischen Personen (hierzu zählen auch Stiftungen, Treuunternehmen), „welche in der Verfolgung ihres Zwecks keine wirtschaftliche Tätigkeit ausüben, insbesondere wenn sie ausschliesslich Finanzinstrumente nach Art. 4 Abs. 1 Bst. g des Vermögensverwaltungsgesetzes sowie Beteiligungen an juristischen Personen, liquide Gelder und Bankkontoguthaben erwerben, besitzen, verwalten und veräussern“ (und die noch weitere Anforderungen erfüllen) werden nun als "Privatvermögensstrukturen" bezeichnet und als solche besteuert (Art 64 SteG). Alle anderen steuerpflichtigen juristischen Personen unterliegen nur noch der Ertragssteuer. Der Steuersatz beträgt 12,5 % p. a., wobei eine Mindestertragssteuer von 1800 Franken erhoben wird (Art. 62 Abs. 2 SteG). Privatvermögensstrukturen und besondere Vermögenswidmungen ohne Persönlichkeit (Trusts) unterliegen lediglich der Mindestertragssteuer und werden nicht veranlagt.

## Situation in Österreich
In Österreich stellt sich die Situation ähnlich dar. Für die Absetzbarkeit von Zahlungen als Betriebsausgaben wird in diesen Fällen der § 162 BAO (Bundesabgabenordnung) herangezogen, nachdem die Abgabenbehörde verlangen kann, dass der Abgabenpflichtige die Empfänger der abgesetzten Beträge genau bezeichnet. Bei Leistungen an Domizilgesellschaften gelten Empfängerleistungen nur dann als erbracht, wenn die hinter der Gesellschaft stehenden Personen genannt würden.